# Ashleigh Brewer
Ashleigh Brewer (Brisbane, Queensland; 9 de diciembre de 1990) es una actriz australiana, más conocida por haber interpretado a Kate Ramsay en la serie australiana Neighbours y actualmente por dar vida a Ivy Forrester en la serie The Bold and the Beautiful.

## Biografía
En el 2007 completó sus estudios en el Secondary Schooling at Forest Lake College en Brisbane.
Es muy buena amiga de los actores Margot Robbie, Valentina Novakovic y Scott McGregor.
Ashley salió con James Ryan, el dueño de un gimnasio, sin embargo la relación terminó.
Actualmente sale con Zac.

## Carrera
En el 2003 apareció durante la primera temporada de la serie cómica y familiar The Sleepover Club, donde interpretó a la vulnerable Alana, quien junto a Sara Tiara son las enemigas de las chicas del club.
Entre el 2005 al 2008 apareció en las series Blue Heelers y en H2O: Just Add Water donde dio vida a la antigua sirena Gracie durante cuatro episodios.
En el 2009 se unió al elenco de la exitosa serie australiana Neighbours donde interpretó a Kate Ramsay, hasta el 8 de abril del 2014 luego de que su personaje muriera luego de recibir un disparo el día de su cumpleaños. Por su actuación fue nominada a un premio logie en el 2010 en la categoría de Nuevo Talento Femenino Más Popular.
El 10 de julio del 2014 Ashleigh se unió al elenco de la serie The Bold and the Beautiful donde interpreta a la empresaria Ivy Forrester, la hija de John Forrester y sobrina de Eric Forrester (John McCook), hasta ahora.

## Filmografía

### Series de televisión
| Año         | Serie                      | Personaje       | Notas                 |
| ----------- | -------------------------- | --------------- | --------------------- |
| 2018 - 2019 | Home and Away              | Chelsea Campbel | 47 episodios          |
| 2014 - 2018 | The Bold and the Beautiful | Ivy Forrester   | 318 episodios         |
| 2009 - 2014 | Neighbours                 | Kate Ramsay     | 500 episodios         |
| 2006 - 2008 | H2O: Just Add Water        | Gracie          | 4 episodios           |
| 2005        | Blue Heelers               | Lelah Burton    | episodio "Face Value" |
| 2003        | The Sleepover Club         | Alana Banana    | 14 episodios          |

### Apariciones en programas de televisión
| Año  | Programa  | Notas                 |
| ---- | --------- | --------------------- |
| 2017 | Jeopardy! | ep. #33.88 - invitada |

## Premios y nominaciones
| Año  | Categoría                      | Premio      | Serie      | Resultado |
| ---- | ------------------------------ | ----------- | ---------- | --------- |
| 2010 | Most Popular New Female Talent | Logie Award | Neighbours | Nominada  |